# Џон Бол
Џон Бол (енгл. John Ball; око 1338 — 15. јул 1381) био је један од вођа сељачког устанка у Енглеској.
Као лолардски свештеник у Јорку и Колчестеру проповедао је бескласно друштво, због чега је екскомунициран и више пута хапшен. После избијања сељачког устанка у Енглеској 1381. године, пошто су га устаници ослободили из затвора, заједно са Вотом Тајлером стао је на чело устанка. Када је устанак угушен, Џон је ухваћен и обешен.